# Rząd Jyrkiego Katainena
Rząd Jyrkiego Katainena – 72. gabinet w historii Finlandii. Utworzony został 22 czerwca 2011 po wyborach parlamentarnych z 17 kwietnia 2011, wygranych przez współrządzącą dotąd Partię Koalicji Narodowej. Ugrupowanie urzędującej premier Mari Kiviniemi zajęło czwarte miejsce i zadeklarowało przejście do opozycji. Długotrwałe negocjacje koalicyjne doprowadziły do powstania koalicji składającej się z sześciu partii reprezentujących różne nurty polityczne. Nową większość rządzącą utworzyły Partia Koalicji Narodowej (Kok.), Socjaldemokratyczna Partia Finlandii (SDP), Sojusz Lewicy (VAS), Liga Zielonych (Vihr.), Szwedzka Partia Ludowa (SFP) i Chrześcijańscy Demokraci (KD). 22 czerwca 2011 rząd został zatwierdzony przez Eduskuntę. W 2014 VAS opuścił koalicję rządową.
W kwietniu 2014 premier Jyrki Katainen zadeklarował, że nie będzie ubiegał się o reelekcję na stanowisko przewodniczącego Partii Koalicji Narodowej, a po wyborze nowego lidera w czerwcu tegoż roku ustąpi ze stanowiska premiera. 14 czerwca 2014 nowym przewodniczącym Kok. został Alexander Stubb. Stał się tym samym kandydatem do objęcia urzędu premiera, co nastąpiło jeszcze w tym samym miesiącu.

## Skład rządu
| funkcja | minister                  | partia | okres urzędowania    | okres urzędowania    |
| funkcja | minister                  | partia | od                   | do                   |
| --- | ------------------------- | ------ | -------------------- | -------------------- |
| premier | Jyrki Katainen            | Kok.   | 22 czerwca 2011      | 24 czerwca 2014      |
| wicepremier, minister finansów                                                                                          | Jutta Urpilainen          | SDP    | 22 czerwca 2011      | 6 czerwca 2014       |
| wicepremier, minister finansów                                                                                          | Antti Rinne               | SDP    | 6 czerwca 2014       | 24 czerwca 2014      |
| minister spraw zagranicznych                                                                                            | Erkki Tuomioja            | SDP    | 22 czerwca 2011      | 24 czerwca 2014      |
| minister administracji publicznej i władz lokalnych (od 4 kwietnia 2014 minister administracji publicznej i transportu) | Henna Virkkunen           | Kok.   | 22 czerwca 2011      | 24 czerwca 2014      |
| minister handlu zagranicznego i spraw europejskich                                                                      | Alexander Stubb           | Kok.   | 22 czerwca 2011      | 24 czerwca 2014      |
| minister rozwoju | Heidi Hautala             | Vihr.  | 22 czerwca 2011      | 17 października 2013 |
| minister rozwoju | Pekka Haavisto            | Vihr.  | 17 października 2013 | 24 czerwca 2014      |
| minister obrony | Stefan Wallin             | SFP    | 22 czerwca 2011      | 5 lipca 2012         |
| minister obrony | Carl Haglund              | SFP    | 5 lipca 2012         | 24 czerwca 2014      |
| minister spraw wewnętrznych                                                                                             | Päivi Räsänen             | KD     | 22 czerwca 2011      | 24 czerwca 2014      |
| minister sprawiedliwości                                                                                                | Anna-Maja Henriksson      | SFP    | 22 czerwca 2011      | 24 czerwca 2014      |
| minister rolnictwa i leśnictwa                                                                                          | Jari Koskinen             | Kok.   | 22 czerwca 2011      | 24 czerwca 2014      |
| minister spraw gospodarczych                                                                                            | Jyri Häkämies             | Kok.   | 22 czerwca 2011      | 16 listopada 2012    |
| minister spraw gospodarczych                                                                                            | Jan Vapaavuori            | Kok.   | 16 listopada 2012    | 24 czerwca 2014      |
| minister transportu | Merja Kyllönen            | VAS    | 22 czerwca 2011      | 4 kwietnia 2014      |
| minister spraw społecznych i zdrowia                                                                                    | Paula Risikko             | Kok.   | 22 czerwca 2011      | 24 czerwca 2014      |
| minister opieki zdrowotnej i socjalnej                                                                                  | Maria Guzenina-Richardson | SDP    | 22 czerwca 2011      | 24 maja 2013         |
| minister opieki zdrowotnej i socjalnej                                                                                  | Susanna Huovinen          | SDP    | 24 maja 2013         | 24 czerwca 2014      |
| minister edukacji | Jukka Gustafsson          | SDP    | 22 czerwca 2011      | 24 maja 2013         |
| minister edukacji | Krista Kiuru              | SDP    | 24 maja 2013         | 24 czerwca 2014      |
| minister kultury i sportu                                                                                               | Paavo Arhinmäki           | VAS    | 22 czerwca 2011      | 4 kwietnia 2014      |
| minister pracy | Lauri Ihalainen           | SDP    | 22 czerwca 2011      | 24 czerwca 2014      |
| minister mieszkalnictwa i łączności                                                                                     | Krista Kiuru              | SDP    | 22 czerwca 2011      | 24 maja 2013         |
| minister mieszkalnictwa i łączności                                                                                     | Pia Viitanen              | SDP    | 24 maja 2013         | 4 kwietnia 2014      |
| minister mieszkalnictwa i kultury                                                                                       | Pia Viitanen              | SDP    | 4 kwietnia 2014      | 24 czerwca 2014      |
| minister środowiska | Ville Niinistö            | Vihr.  | 22 czerwca 2011      | 24 czerwca 2014      |